# 小橋栄太郎
小橋 栄太郎（こばし えいたろう、1865年3月30日（元治2年3月4日） - 1932年（昭和7年）8月14日）は、日本の政治家、実業家。衆議院議員。

## 経歴
箱館で商業・小橋宗七の子息として生まれる。1882年、函館商船学校を卒業。その後、東京に出て近藤塾で学んだが、当時の自由民権運動に共鳴し政治の世界に身を投じた。1883年、先輩と共に北海自由党を結成しようとしたが、当局からの妨害を受けて実現できなかった。1889年、『日刊北辰』を創刊。1894年1月、改めて政事新聞『めざまし』を創刊し、1898年、『函館日日新聞』と改題した。
1900年、平出喜三郎に協力して立憲政友会函館支部を創立して、その幹部に就任。その後、函館区会議員、北海道会議員、同副議長を務めた。1908年5月の第10回衆議院議員総選挙で北海道庁函館区から出馬し当選。中央倶楽部に属し衆議院議員を一期務めた。
鉱山経営にも携わったが、晩年は不遇であった。